# Gordana Drobnjak
Gordana Drobnjak (Čačak, 6. avgust 1983) je direktor u Društvu za upravljanje Evropskim dobrovoljnim penzijskim fondom.

## Biografija
Gordana Drobnjak posjeduje sertifikat investicionog menadžera koji izdaje Komisija za hartije od vrijednosti Republike Srpske. Nosilac je zvanja Chartered Financial Analyst (CFA) te zvanja ovlaštenog revizora i ovlaštenog računovođe, Saveza računovođa i revizora Republike Srpske.
Tokom karijere je radila Balkan Investment Bank a.d. Banja Luka, Hypo Alpe – Adria Bank a.d. Banja Luka i u Društvu za upravljanje Penzijskim rezervnim fondom Republike Srpske. Bila je član u više Nadzornih i Odbora za reviziju preduzeća koja imaju emitivane hartije do vrijednosti na na Banjalučkoj berzi, kao i član Komisije za kotaciju na Banjalučke berze od 2009. do 2014. godine
Govori engleski jezik.
Aktivno trči. Majka je tri djeteta.

## Spoljašnje veze
- Intervju na portalu Ekapija eKapija | PAMTIĆU U 2018: Gordana Drobnjak
- Intervju u magazinu Buka BUKA Magazin